# 밸브

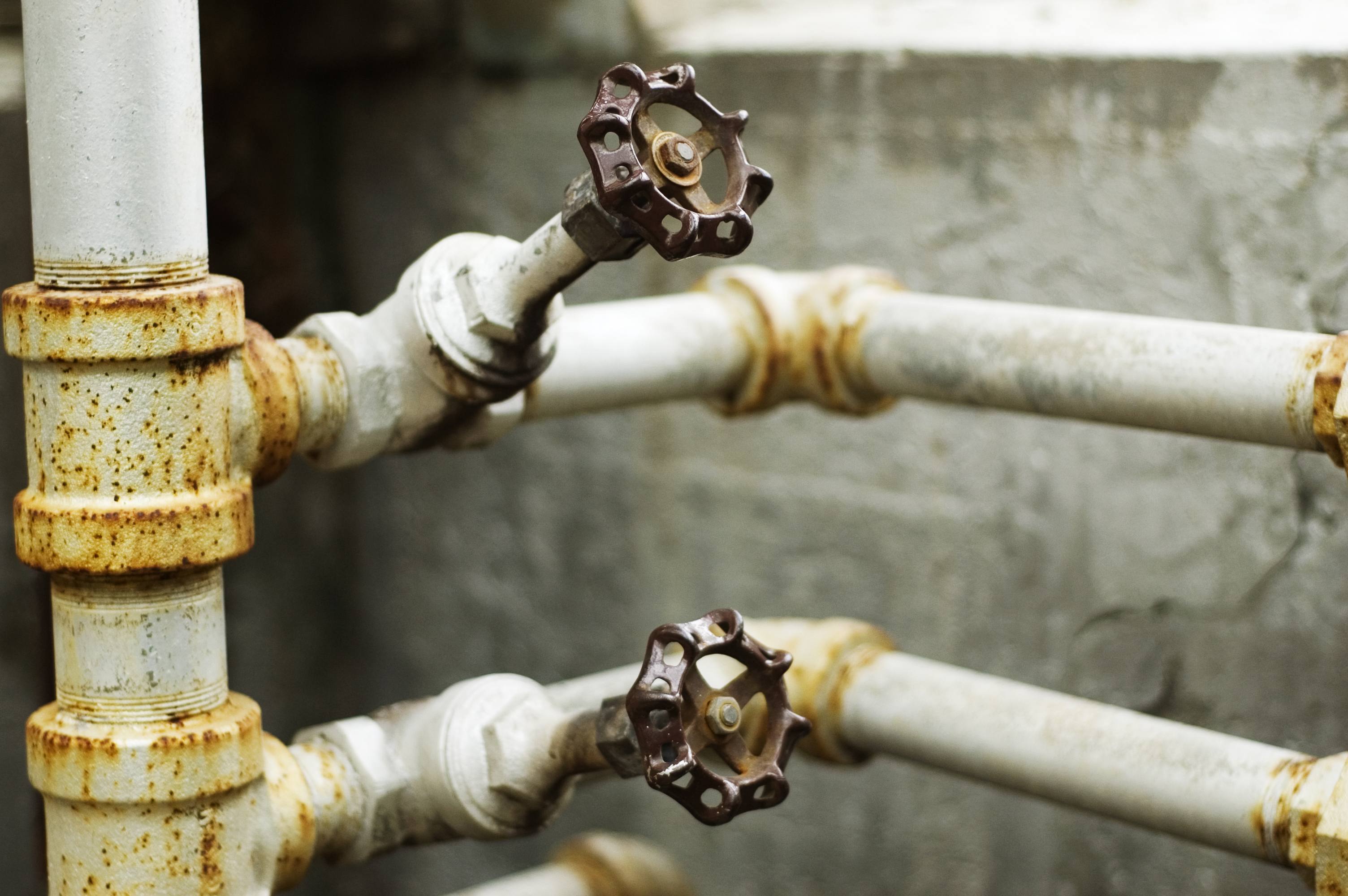
수도꼭지는 손으로 작동할 수 있다

밸브(영어: valve), 판(한국 한자: 瓣, 일본어: 弁 벤[*])는 통로를 바꾸거나 여닫아, 유체(액체, 기체, 액상 고체, 슬러리 등)의 흐름을 조절하거나 방향을 바꾸는 장치다. 열린 밸브에서 유체는 높은 압력에서 낮은 압력으로 흐른다. 
단순하고 전통적인 밸브는 여닫는 문을 두어 한 쪽으로 흐르는 유체(기체나 액체)의 흐름을 막거나, 문을 열어 통과 시키는 일을 했다. 밸브는 산업, 군수, 상업, 주거와 운송 등에서 다양한 일을 맡고 있다. 산업 분야 중 기름과 개스, 발전기와 채굴, 정수, 하수와 화공 등에서 주된 역할을 하고 있다.
일상에서 쉽게 찾아 볼 수 있는 것은 배관 밸브인 수도 꼭지의 탭 밸브, 주방에 있는 가스 밸브, 세탁기, 식기 세척기 등에 붙은 소형 밸브, 온수기에 붙은 안전 장치, 자동차 엔진에 있는 밸브들이다. 트럼펫, 호른 등 금관악기에도 쓰이고, 자연적인 것으로는 혈액 순환을 도와주는 정맥이나 펌프 작용을 도와주는 심장 판막 등을 볼 수 있다.
밸브는 식수를 운반하는 것에서부터 로켓 엔진 점화 장치를 조절하는 것까지 광범위한 부분에서 절대적인 역할을 한다. 밸브는 손잡이나 레버, 발판 등을 조작해서 사람 힘으로 쉽게 조절할 수도 있고, 압력이나 온도에 따라 흐름을 자동으로 바뀌게 조정할 수도 있다.

## 형태
- 수리형
- 공압형
- 수동형
- 솔레노이드
- 전동기

## 그림

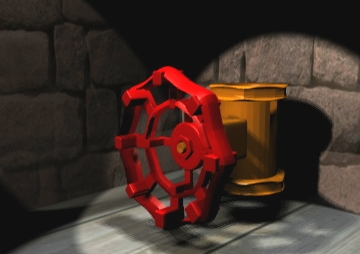
글로브 밸브
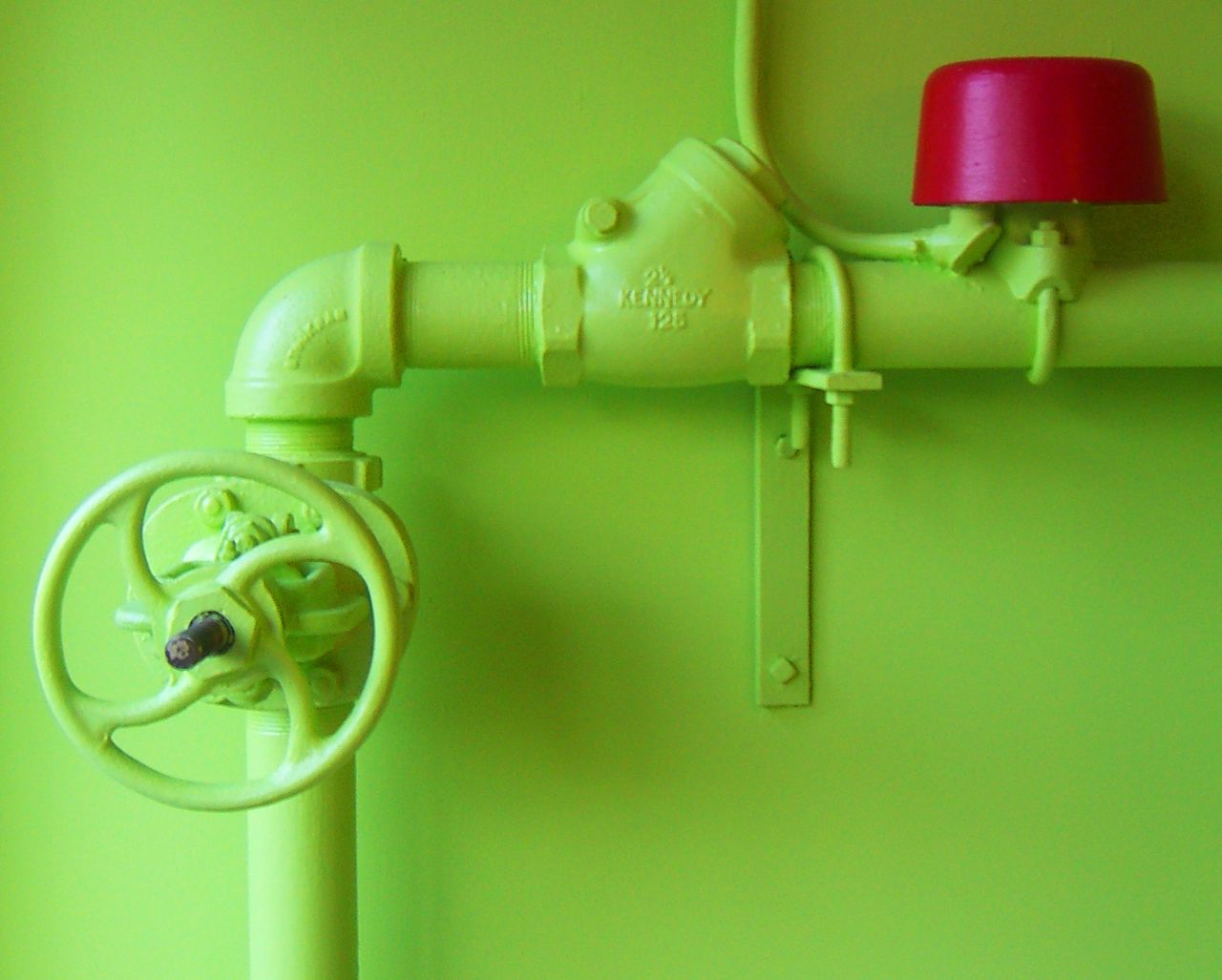
휠로 조절하는 밸브
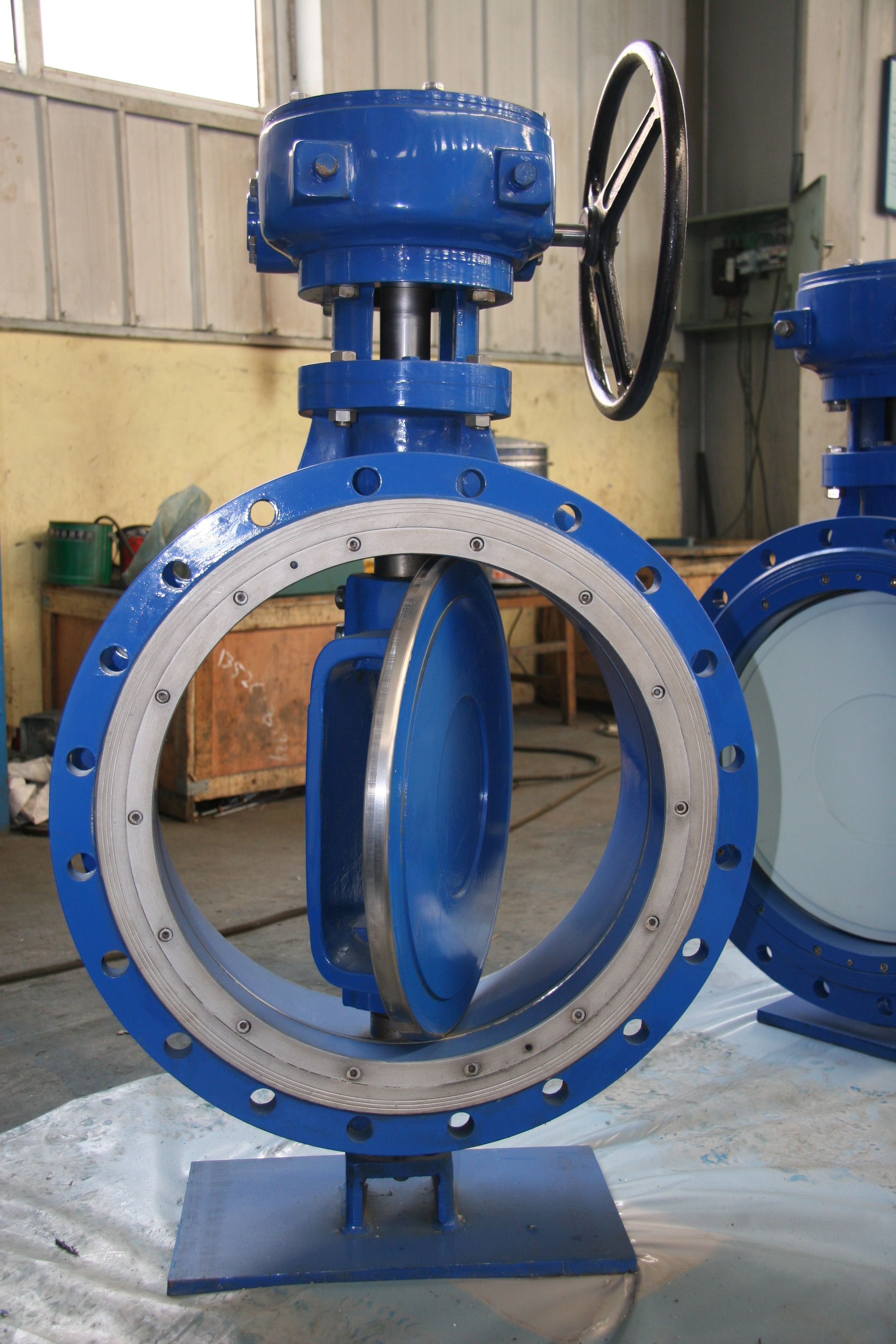
주물 나비 밸브
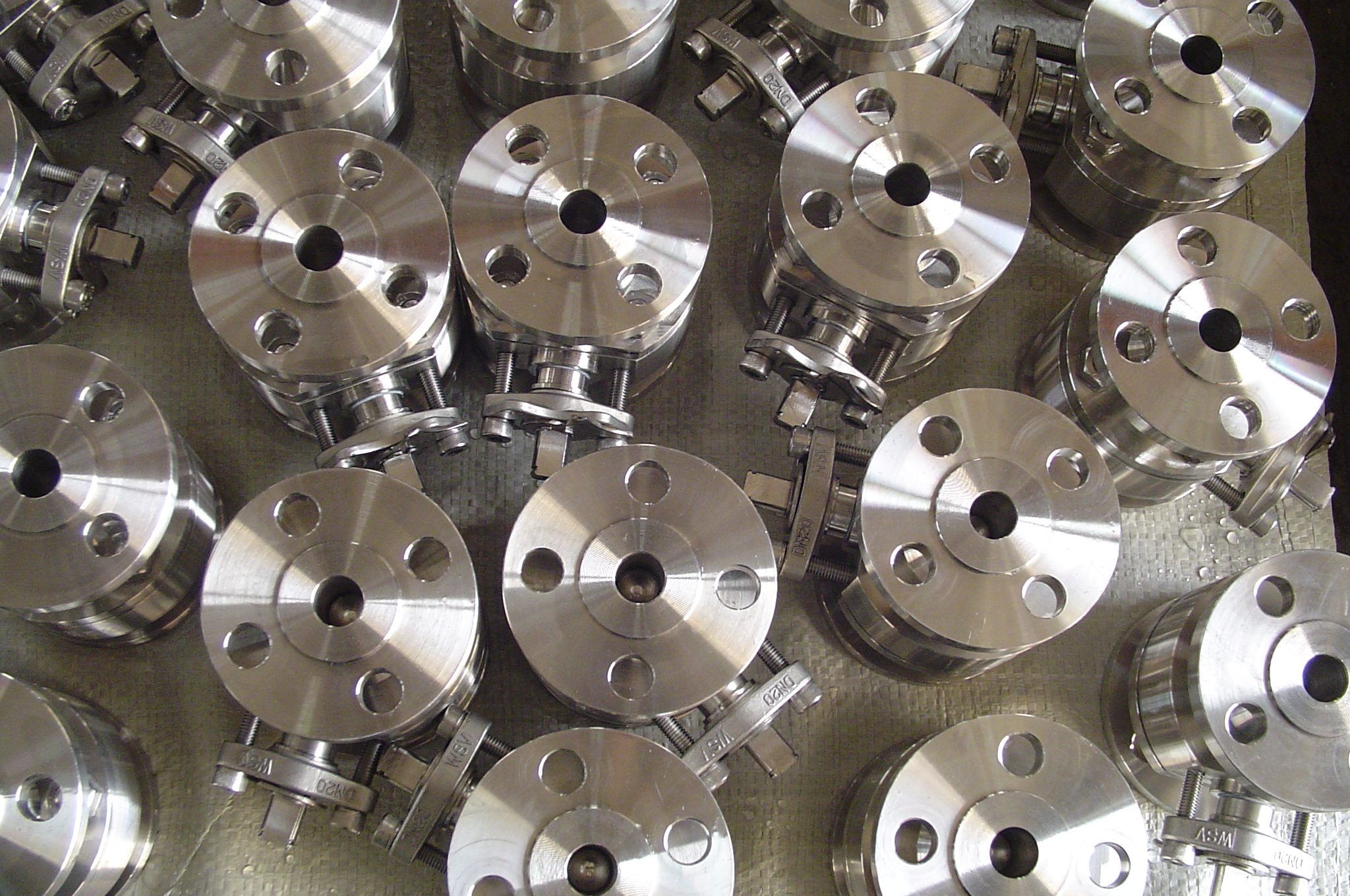
듀플렉스 볼 밸브
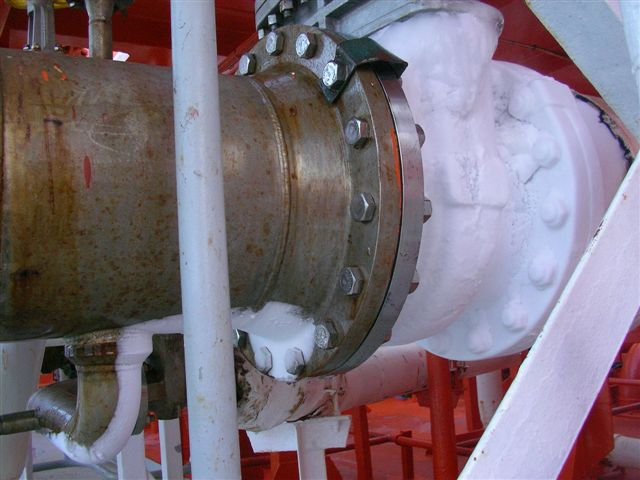
가동 중에 얼어 붙은 극저온 슈퍼 듀플렉스 게이트 밸브

## 같이 보기
- 수도
- 하수도
- 관개